# 蔡锷乡
蔡锷乡，是中华人民共和国湖南省邵陽市大祥区下辖的一个乡镇级行政单位。

## 行政区划
蔡锷乡下辖以下地区：
蔡锷村、金山村、排楼村、蒋河村、陈乔村、新林村、七星村、民生村、高枧村、盘龙村、齐心村、寒婆村、黄草坪村、罗士村、枧杆村和山东村。